# Nomadic (Schiff, 1911)
Die Nomadic ist ein ehemaliges Tenderschiff der White Star Line, das vom Hafen Cherbourg aus eingesetzt wurde. Sie bediente insbesondere die Olympic und die Titanic, die zu groß waren, um im Hafenbecken von Cherbourg anzulegen. Das Schiff ist als Museumsschiff in Belfast erhalten.

## Allgemeines
Die Nomadic wurde zusammen mit der etwas kleineren Traffic von der White Star Line im Jahre 1910 in Auftrag gegeben. Sie sollte dazu dienen, Passagiere, Post und Nachschub vom französischen Hafen Cherbourg zu den Schiffen der Olympic-Klasse (Olympic, Titanic, Britannic) zu bringen, die den Hafen aufgrund ihrer Größe nicht anlaufen konnten. 
Die Nomadic wurde in der Belfaster Werft Harland & Wolff auf der Helling Nr. 1 gebaut. Auf den Hellingen Nr. 2 und 3 entstanden gleichzeitig die Olympic und die Titanic. Die gehobene Innenarchitektur des Tenders wurde eng an die Schiffe der Olympic-Klasse angelehnt. Als Tenderboot war die Nomadic mehrheitlich für die Passagiere der ersten und zweiten Klasse ausgelegt, nur ein kleiner Bereich des Schiffes war den Passagieren der dritten Klasse zugedacht. Die Passagiere dritter Klasse wurden mehrheitlich mit der Traffic befördert. Obwohl in Irland gebaut, fuhr die Nomadic unter französischer Flagge und mit französischer Besatzung.
Das Schiff kam am 3. Juni 1911 in Cherbourg an und wurde in Dienst gestellt. Am 10. April 1912 brachte sie 274 Passagiere zur auf Reede liegenden Titanic, darunter John Jacob Astor IV mit Gattin Madeleine, Sir Cosmo und Lady Lucy Duff Gordon, Molly Brown sowie Benjamin Guggenheim. 
Im Ersten Weltkrieg wurde das Schiff von Frankreich beschlagnahmt und fuhr als provisorischer Minenleger sowie Truppentransporter. 1919 an White Star retouniert, setzte die Nomadic ihren Einsatz als Tenderschiff fort. 1927 wurde sie an die Compagnie Cherbourgeoise de Transbordement verkauft. Nach der 1934 erfolgten Fusion von Cunard Line und White Star Line und der Eröffnung eines neuen, erweiterten Hafens waren die Dienste als Tender nicht mehr gefragt. Sie wurde an die Bergungs- und Bugsierreederei Société Cherbourgeoise de Sauvetage et de Remorquage veräußert und erhielt den Namen Ingenieur Minard.
Im Zweiten Weltkrieg nahm sie an der Evakuierung von Cherbourg (18. Juni 1940) teil, sie wurde anschließend von der Royal Navy übernommen und diente als Wohnschiff in Portsmouth. Nachdem ihr Heimathafen im Zuge von Kriegseinwirkungen zerstört worden war, konnten große Schiffe dort nicht mehr anliegen und mussten wieder auf Reede gehen. Die Ingenieur Minard wurde daher wieder als Tenderschiff eingesetzt und diente nun Ozeanlinern wie Queen Mary und Queen Elizabeth. Das aufkommende Jet-Zeitalter machte Schiffspassagen in der zweiten Hälfte der 1960er Jahre zunehmend unrentabel, so dass auch die Dienste des Tenderschiffes nicht mehr benötigt wurden. Mit 4. November 1968 wurde das Schiff außer Dienst gestellt.

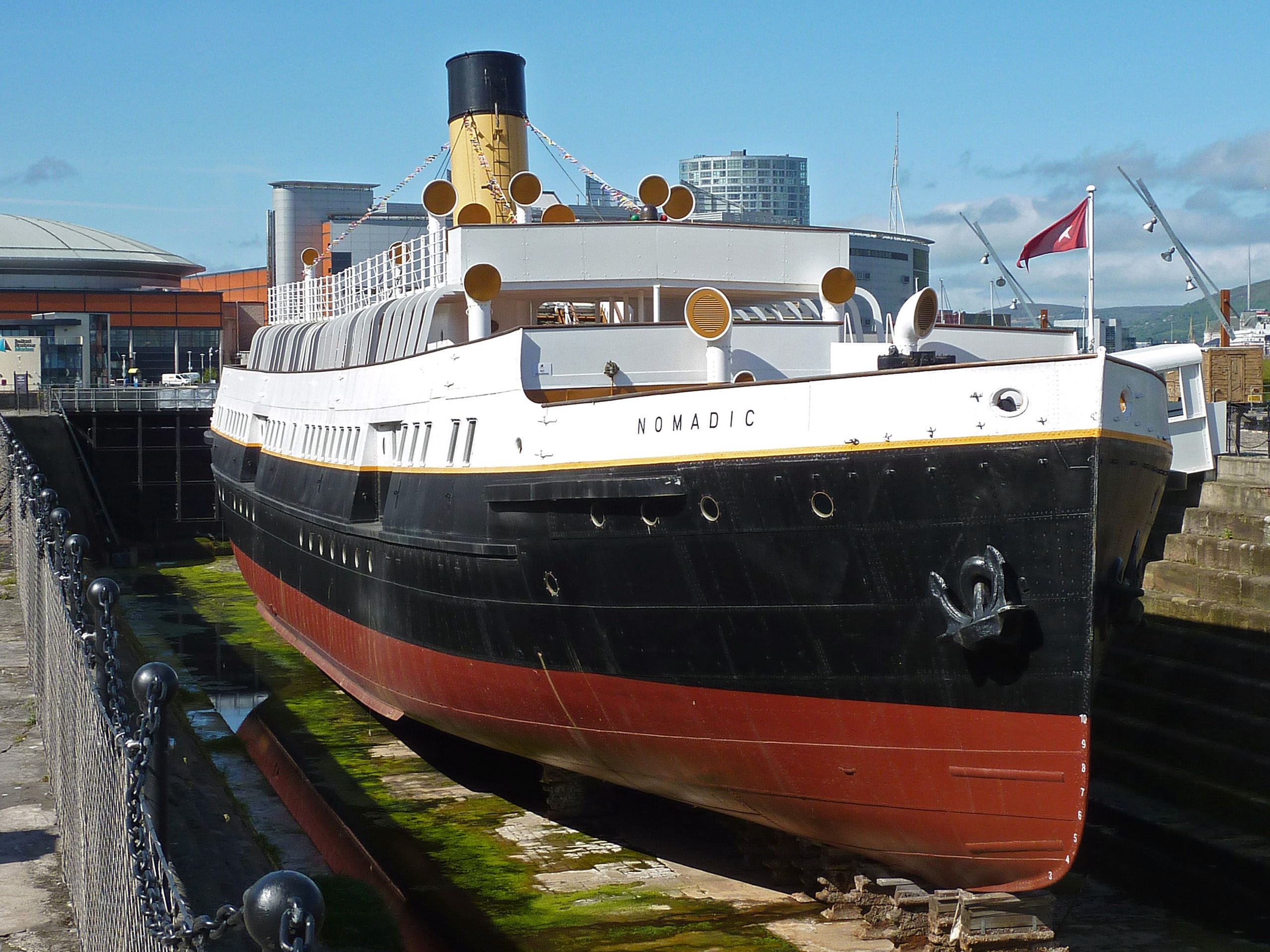
Die restaurierte Nomadic (2015)

Es folgten mehrere Besitzerwechsel, nach einem Umbau lag das wieder auf Nomadic umbenannte Schiff ab 1974 als Restaurantschiff auf der Seine in Paris. Infolge einer Beschlagnahmung durch die Pariser Hafenbehörde wurde der Dampfer 2002 nach Le Havre geschleppt und dort aufgelegt, eine Verschrottung stand bevor. Nachdem mehrere Initiativen zur Rettung gescheitert waren, wurde das Schiff versteigert. Das Department for Social Development von Nordirland ersteigerte die Nomadic um 250.001 € (Ausrufungspreis 250.000 €) und brachte es im Juli 2006 wieder nach Belfast zurück, wo es seitdem wieder in einen annähernden ursprünglichen Zustand restauriert wurde. Es war geplant, das Schiff historisch passend mit den Kesseln und Dampfmaschinen des 1907 gebauten Frachtschiffes Nyanza auf dem Viktoriasee auszustatten, diese Pläne zerschlugen sich jedoch.
Heute liegt die Nomadic im ebenfalls historischen, 1867 erbauten Hamilton Dock auf dem ehemaligen Werftgelände von Harland & Wolff und kann besichtigt werden. Sie ist der einzige noch erhaltene Dampfer der White Star Line.